# Eurycallinus
Eurycallinus – rodzaj chrząszczy z rodziny kózkowatych i podrodziny zgrzypikowych.

## Zasięg występowania
Przedstawiciele tego rodzaju występują w Meksyku.

## Systematyka
Do Eurycallinus należą 2 gatunki:
- Eurycallinus mirabilis
- Eurycallinus unifasciatus